# Île Robinson
L'île Robinson était une petite île fluviale de la Seine située sur la commune de Clichy (entre Asnières-sur-Seine et Clichy) dans les Hauts-de-Seine. De forme oblongue, orientée sud-ouest/nord-est (dans le sens du courant), elle mesurait 570 m de long sur 60 m de large environ. Elle était parallèle à l'île des Ravageurs (ou île de la Recette).
Sur les cadastres de 1854 et 1938, elle est rattachée administrativement à Clichy.
Elle était séparée de Clichy (terre ferme) par un bras de Seine dit « Bras de Clichy », dont la largeur navigable était comprise entre 40 et 60 mètres (longueur du pont de Clichy enjambant ce bras : 80 mètres environ, longueur du pont sur île elle-même : 60 mètres environ).
Elle était séparée de sa voisine l'île des Ravageurs (ou île de la Recette) par un bras de Seine dit « Bras central », dont la largeur navigable était comprise entre 50 et 60 mètres (longueur du pont de Clichy enjambant ce bras : 78 mètres environ).
Elle fut totalement détruite dans les années 1970. Pour élargir la voie navigable, d'une part, mais aussi dans le cadre des travaux pour la reconstruction du pont de Clichy (1975) et aussi le passage de la ligne 13 du métro parisien, d'autre part. Ses matériaux servirent de remblais du bras de Seine qui existait côté Asnières entre l'ancienne îIe des Ravageurs (où se situait le cimetière des Chiens) et l'actuel quai du Docteur-Dervaux. C'est ainsi que tant l'île des Ravageurs son ancienne voisine côté Asnières que l'île Robinson côté Clichy disparurent. Son nom est évoqué dans celui du parc qui relie à présent l'ancienne île des Ravageurs à la terre ferme : le parc Robinson (ou parc de l’île Robinson).
Actuellement, la voie navigable unique à une largeur de 170 mètres environ. 
Ce parc jouxte le cimetière des Chiens d'Asnières (historiquement installé depuis 1899 sur l'île des Ravageurs). 